# Turburea (gmina)
Turburea – gmina w Rumunii, w okręgu Gorj. Obejmuje miejscowości Cocorova, Poiana, Spahii, Șipotu i Turburea. W 2011 roku liczyła 4076 mieszkańców.